# Максимів Ілько Федорович
Ілько Максимів син Федя (Ілля Федорович) (6 серпня 1884, м-ко Коропець, нині смт, Монастириський район, Тернопільська область, Україна — 16 листопада 1954, Ебондан, Франція) — український галицький громадський та кооперативний діяч. Війт Коропця.

## Життєпис
Народився 6 серпня 1884 року в містечку Коропці (тоді Бучацького повіту Королівства Галичини та Володимирії, Австро-Угорщина, нині смт Монастириського району Тернопільської області, Україна) і проживав у ньому. Після повернення з війська почав організовувати громадське життя в Коропці.
Засновник: читальні товариства «Просвіта» на Перевозі (вулиця в Коропці); аматорського театрального гуртка при читальні товариства «Просвіта», який у 1910 р. дав першу виставу «Ой, не ходи, Грицю»; кооперативи з виробництва цементової дахівки (черепиці); філії протипожежного товариства «Січ» (одного з найкращих у Бучацькому повіті, яке брало участь у Січовому Народному Здвизі 1911 р., Січовому Злеті 28 червня 1914 р. у Львові. Співзасновник районової молочарні в Коропці (ініціатива селянина Михайла Соляника, згода відділу «Маслосоюзу» в Станиславові, її довголітній скарбник.
За деякими даними, у 1919 році у Станіславові був обраний делегатом Української Національної Ради ЗУНР.
У 1939 р. був обраний депутатом Народних Зборів Західної України. Помер у притулку для літніх людей в Ебондані (Франція).